# Віллі Аллеманн
Віллі Аллеманн (нім. Willy Allemann, нар. 10 червня 1942) — швейцарський футболіст, що грав на позиції нападника.
У складі національної збірної Швейцарії був учасником чемпіонату світу 1966 року в Англії, але на поле на турнірі не виходив. Єдиний раз у збірній зіграв 18 червня 1966 року в товариському матчі проти Мексики (1:1) в Лозанні. В цей час виступав за місцевий клуб «Гренхен».